# Elecciones municipales de Lima de 1995
Las elecciones municipales de Lima de 1995 se llevaron a cabo el 12 de noviembre de 1995 para elegir al alcalde y al Concejo Metropolitano de Lima para el periodo 1996-1998. La elección se celebró simultáneamente con elecciones municipales (provinciales y distritales) en todo el país.
Alberto Andrade, abogado y exalcalde del distrito de Miraflores, obtuvo el primer lugar con 52% de los votos válidos imponiéndose al 48% del candidato oficialista Jaime Yoshiyama.

## Sistema electoral
La Municipalidad Metropolitana de Lima es el órgano administrativo y de gobierno de la provincia de Lima. Está compuesta por el alcalde y el Concejo Metropolitano.
La votación del alcalde y el concejo se realiza en base al sufragio universal, que comprende a todos los ciudadanos nacionales mayores de dieciocho años, empadronados y residentes en la provincia de Lima y en pleno goce de sus derechos políticos, así como a los ciudadanos no nacionales residentes y empadronados en la provincia de Lima.
El Concejo Metropolitano de Lima está compuesto por 39 regidores elegidos por sufragio directo para un período de tres (3) años, en forma conjunta con la elección del alcalde (quien lo preside). La votación es por lista cerrada y bloqueada. Se asigna a la lista ganadora los escaños según el método d'Hondt o la mitad más uno, lo que más le favorezca.

## Composición del Concejo Metropolitano de Lima
La siguiente tabla muestra la composición del Concejo Metropolitano de Lima antes de las elecciones.
| Partidos | Partidos                             | Regidores |
| -------- | ------------------------------------ | --------- |
|          | Lista Independiente Movimiento OBRAS | 23        |
|          | Alianza Electoral Lima al 2000       | 16        |
|          | Acción Popular                       | 4         |

## Partidos y candidatos
A continuación se muestra una lista de los principales partidos y alianzas electorales que participaron en las elecciones:
| Candidatura | Candidatura | Partidos y alianzas                                                               | Candidatos | Candidatos              | Ideología        | Resultado previo | Resultado previo | Ref. |
| Candidatura | Candidatura | Partidos y alianzas                                                               | Candidatos | Candidatos              | Ideología        | Votos (%)        | Reg.             | Ref. |
| ----------- | ----------- | --------------------------------------------------------------------------------- | ---------- | ----------------------- | ---------------- | ---------------- | ---------------- | ---- |
|             | C90 - NM    | Lista - Cambio 90 - Nueva Mayoría (C90–NM) – Cambio 90 (C90) – Nueva Mayoría (NM) |            | Jaime Yoshiyama Tanaka  | Fujimorismo      | Nuevo            | Nuevo            |      |
|             | IND         | Lista - Lista Independiente Somos Lima                                            |            | Alberto Andrade Carmona | Localismo limeño | Nuevo            | Nuevo            |      |

## Sondeos de opinión
Las siguientes tablas enumeran las estimaciones de la intención de voto en orden cronológico inverso, mostrando las más recientes primero y utilizando las fechas en las que se realizó el trabajo de campo de la encuesta. Cuando se desconocen las fechas del trabajo de campo, se proporciona la fecha de publicación.
Leyenda:
     Sondeo realizado en el periodo de prohibición legal de la difusión de sondeos de intención de voto.

### Intención de voto
La siguiente tabla enumera las estimaciones ponderadas (sin incluir votos en blanco y nulos) de la intención de voto.
|                                      |             |   |      |      |      |  |  |  |  |  |  |
| Elecciones municipales de 1995       | 12 nov 1995 | — | 52.1 | 47.9 | 4.2  |  |  |  |  |  |  |
|                                      |             |   |      |      |      |  |  |  |  |  |  |
| Apoyo Opinión y Mercado/Panamericana | 12 nov 1995 | ? | 54.8 | 45.2 | 9.6  |  |  |  |  |  |  |
| Imasen                               | 27 oct 1995 | ? | 55.3 | 44.7 | 10.6 |  |  |  |  |  |  |
| Caretas                              | Oct 1995    | ? | 52.9 | 47.1 | 5.8  |  |  |  |  |  |  |
| Apoyo Opinión y Mercado              | Oct 1995    | ? | 55.3 | 44.7 | 10.6 |  |  |  |  |  |  |
| Apoyo Opinión y Mercado              | Sep 1995    | ? | 55.8 | 44.2 | 11.6 |  |  |  |  |  |  |
| CPI                                  | Sep 1995    | ? | 50.0 | 50.0 | —    |  |  |  |  |  |  |
| Expreso                              | 28 ago 1995 | ? | 64.1 | 35.9 | 28.2 |  |  |  |  |  |  |

### Preferencias de voto
La siguiente tabla enumera las preferencias de voto en bruto (incluyendo blancos, viciados y sin respuesta) y no ponderadas.
|                                |             |   |      |      |     |   |      |  |  |  |  |
| Elecciones municipales de 1995 | 12 nov 1995 | — | 47.8 | 44.0 | 8.1 | – | 4.2  |  |  |  |  |
|                                |             |   |      |      |     |   |      |  |  |  |  |
| Imasen                         | 27 oct 1995 | ? | 46.3 | 37.5 | –   | – | 8.8  |  |  |  |  |
| Caretas                        | Oct 1995    | ? | 38.9 | 34.7 | –   | – | 4.2  |  |  |  |  |
| Apoyo Opinión y Mercado        | Oct 1995    | ? | 47   | 38   | –   | – | 9    |  |  |  |  |
| La República                   | 29 sep 1995 | ? | 46.3 | –    | –   | – | ?    |  |  |  |  |
| Apoyo Opinión y Mercado        | Sep 1995    | ? | 48   | 38   | –   | – | 10   |  |  |  |  |
| CPI                            | Sep 1995    | ? | 42   | 42   | –   | – | —    |  |  |  |  |
| Expreso                        | 28 ago 1995 | ? | 46.7 | 26.1 | –   | – | 20.6 |  |  |  |  |

## Debates
Con el respaldo de USAID e IFES y la recién fundada Universidad Peruana de Ciencias Aplicadas decidió organizar una presentación televisada de los dos candidatos a la alcaldía de Lima bajo el nombre "Creatividad Municipal", en el auditorio de su Facultad de Comunicaciones, en octubre de 1995.
| Detalles              | Detalles                                | Detalles                                             | Detalles    | Detalles       | Detalles | Participantes P Presente A Ausente NI No invitado | Participantes P Presente A Ausente NI No invitado |
| Fecha                 | Organizador                             | Sede                                                 | Lugar       | Moderador      | Panelistas | Alberto Andrade                                   | Jaime Yoshiyama                                   |
| --------------------- | --------------------------------------- | ---------------------------------------------------- | ----------- | -------------- | --- | ------------------------------------------------- | ------------------------------------------------- |
| 25 de octubre de 1995 | UPC Panamericana Televisión El Comercio | Auditorio de la Facultad de Comunicaciones de la UPC | Surco, Lima | Guido Lombardi | Aurelio Loret de Mola Gino Costa Augusto Dall'Orto Eduardo Gómez de la Torre Leonie Roca María de los Ángeles Murillo | P                                                 | P                                                 |

## Resultados

### Sumario general

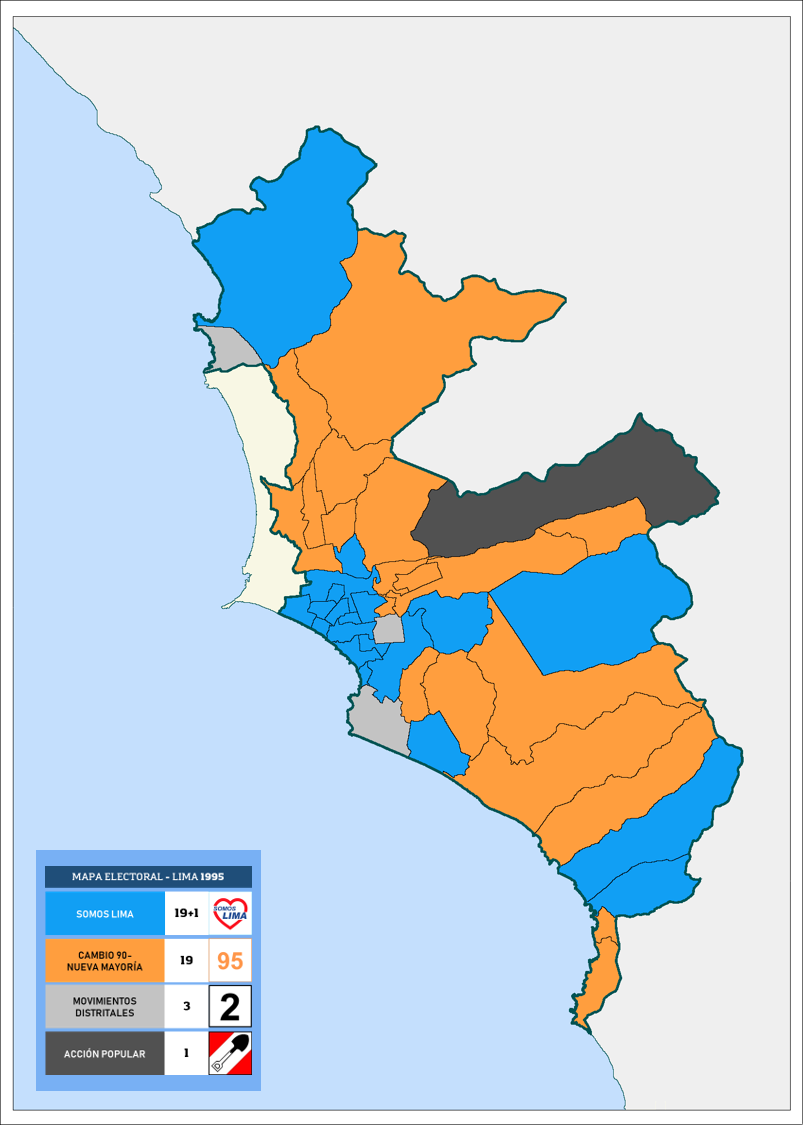
Elecciones municipales distritales de Lima de 1995.

|                        |                                    |              |              |              |           |           |
| Partidos y coaliciones | Partidos y coaliciones             | Voto popular | Voto popular | Voto popular | Regidores | Regidores |
| Partidos y coaliciones | Partidos y coaliciones             | Votos        | %            | ±pp          | Total     | +/−       |
|                        | Lista Independiente Somos Lima     | 1,495,533    | 52.07        | n/a          | 20        | +20       |
|                        | Cambio 90 - Nueva Mayoría (C90–NM) | 1,376,771    | 47.93        | Nuevo        | 19        | +19       |
|                        |                                    |              |              |              |           |           |
| Total                  | Total                              | 2,872,304    |              |              | 39        | –4        |
|                        |                                    |              |              |              |           |           |
| Votos válidos          | Votos válidos                      | 2,872,304    | 91.83        | +7.86        |           |           |
| Votos en blanco        | Votos en blanco                    | 180,575      | 5.77         | +2.37        |           |           |
| Votos nulos            | Votos nulos                        | 74,943       | 2.40         | –10.23       |           |           |
| Votos emitidos         | Votos emitidos                     | 3,127,822    | 81.09        | +7.12        |           |           |
| Abstenciones           | Abstenciones                       | 729,396      | 18.91        | –7.12        |           |           |
| Votantes registrados   | Votantes registrados               | 3,857,218    |              |              |           |           |
|                        |                                    |              |              |              |           |           |
| Fuente:                |                                    |              |              |              |           |           |

### Concejo Metropolitano de Lima
| Cargo                          | Autoridad electa                       | Partido político | Partido político               |
| ------------------------------ | -------------------------------------- | ---------------- | ------------------------------ |
| Alcalde Metropolitano de Lima  | Alberto Andrade Carmona                |                  | Lista Independiente Somos Lima |
| Regidor Metropolitano de Lima  | Germán Aparicio Lembcke                |                  | Lista Independiente Somos Lima |
| Regidor Metropolitano de Lima  | Waldo Olivos Villarreal                |                  | Lista Independiente Somos Lima |
| Regidor Metropolitano de Lima  | Manuel Masías Oyanguren                |                  | Lista Independiente Somos Lima |
| Regidor Metropolitano de Lima  | Alejandro Olivares Valdivia            |                  | Lista Independiente Somos Lima |
| Regidor Metropolitano de Lima  | Jaime Miranda Sousa Díaz               |                  | Lista Independiente Somos Lima |
| Regidor Metropolitano de Lima  | Ángel Tacchino del Pino                |                  | Lista Independiente Somos Lima |
| Regidora Metropolitana de Lima | Esther Álvarez Silva                   |                  | Lista Independiente Somos Lima |
| Regidora Metropolitana de Lima | Teresa Aparcana Arias                  |                  | Lista Independiente Somos Lima |
| Regidora Metropolitana de Lima | Olimpia Méndez Alfonso Vda. de León    |                  | Lista Independiente Somos Lima |
| Regidor Metropolitano de Lima  | Jorge Bonifaz Carmona                  |                  | Lista Independiente Somos Lima |
| Regidor Metropolitano de Lima  | Lincoln Okuma Maruy                    |                  | Lista Independiente Somos Lima |
| Regidor Metropolitano de Lima  | Juan Doblado Tosío                     |                  | Lista Independiente Somos Lima |
| Regidora Metropolitana de Lima | Luzmila Zapata García                  |                  | Lista Independiente Somos Lima |
| Regidor Metropolitano de Lima  | David Quintana Arellano                |                  | Lista Independiente Somos Lima |
| Regidor Metropolitano de Lima  | Ricardo Giesecke Sara-La Fosse         |                  | Lista Independiente Somos Lima |
| Regidor Metropolitano de Lima  | Jorge Ruíz de Somocurcio Hidalgo       |                  | Lista Independiente Somos Lima |
| Regidor Metropolitano de Lima  | Santiago Pérez Cabanillas              |                  | Lista Independiente Somos Lima |
| Regidora Metropolitana de Lima | Felícia Auqui Macetas                  |                  | Lista Independiente Somos Lima |
| Regidor Metropolitano de Lima  | Romeo Cubas Contreras                  |                  | Lista Independiente Somos Lima |
| Regidor Metropolitano de Lima  | Augusto Claux Koechlin                 |                  | Lista Independiente Somos Lima |
| Regidora Metropolitana de Lima | Elsa Carrera Cabrera                   |                  | Cambio 90 - Nueva Mayoría      |
| Regidor Metropolitano de Lima  | Santiago Agurto Calvo                  |                  | Cambio 90 - Nueva Mayoría      |
| Regidor Metropolitano de Lima  | Luis Carlos Rodríguez Martínez         |                  | Cambio 90 - Nueva Mayoría      |
| Regidora Metropolitana de Lima | Magdalena Castillo Pumarica            |                  | Cambio 90 - Nueva Mayoría      |
| Regidor Metropolitano de Lima  | Héctor Jhon Caro                       |                  | Cambio 90 - Nueva Mayoría      |
| Regidora Metropolitana de Lima | Esperanza Jiménez Pérez                |                  | Cambio 90 - Nueva Mayoría      |
| Regidora Metropolitana de Lima | Julia Zuchetti Canevaro,               |                  | Cambio 90 - Nueva Mayoría      |
| Regidor Metropolitano de Lima  | Pedro Isique Chanamé                   |                  | Cambio 90 - Nueva Mayoría      |
| Regidor Metropolitano de Lima  | Domingo Palermo Cabrejos               |                  | Cambio 90 - Nueva Mayoría      |
| Regidor Metropolitano de Lima  | Pedro León Fernández                   |                  | Cambio 90 - Nueva Mayoría      |
| Regidora Metropolitana de Lima | Carola Clemente Hermoza Vda. de Poblet |                  | Cambio 90 - Nueva Mayoría      |
| Regidor Metropolitano de Lima  | Guillermo van Oordt Parodi             |                  | Cambio 90 - Nueva Mayoría      |
| Regidora Metropolitana de Lima | Alida Chang Luzula de Rivera           |                  | Cambio 90 - Nueva Mayoría      |
| Regidor Metropolitano de Lima  | José Chlimper Ackerman                 |                  | Cambio 90 - Nueva Mayoría      |
| Regidor Metropolitano de Lima  | Ricardo Harten Costa                   |                  | Cambio 90 - Nueva Mayoría      |
| Regidor Metropolitano de Lima  | Aquilino Huaytalla Chipana             |                  | Cambio 90 - Nueva Mayoría      |
| Regidora Metropolitana de Lima | Leonor Cárdenas Mora                   |                  | Cambio 90 - Nueva Mayoría      |
| Regidor Metropolitano de Lima  | Roque Pérez Vásquez                    |                  | Cambio 90 - Nueva Mayoría      |
| Regidor Metropolitano de Lima  | Víctor Shiguiyama Kobashigawa          |                  | Cambio 90 - Nueva Mayoría      |

## Elecciones municipales distritales

### Sumario general
| Partidos y coaliciones | Partidos y coaliciones             | Voto popular | Voto popular | Voto popular | Alcaldías | Alcaldías |
| Partidos y coaliciones | Partidos y coaliciones             | Votos        | %            | ±pp          | Total     | +/−       |
| ---------------------- | ---------------------------------- | ------------ | ------------ | ------------ | --------- | --------- |
|                        | Lista Independiente Somos Lima     |              |              | Nuevo        | 19        | +19       |
|                        | Cambio 90 - Nueva Mayoría (C90–NM) |              |              | Nuevo        | 19        | +19       |
|                        | Acción Popular (AP)                |              |              |              | 1         | –4        |
|                        | Listas independientes distritales  |              |              | Nuevo        | 3         | –5        |
|                        |                                    |              |              |              |           |           |
| Total                  | Total                              |              |              |              | 42        | ±0        |
|                        |                                    |              |              |              |           |           |
| Votos válidos          |                                    |              |              |              |           |           |
| Votos en blanco        |                                    |              |              |              |           |           |
| Votos nulos            |                                    |              |              |              |           |           |
| Votos emitidos         |                                    |              |              |              |           |           |
| Abstenciones           |                                    |              |              |              |           |           |
| Votantes registrados   |                                    |              |              |              |           |           |
|                        |                                    |              |              |              |           |           |
| Fuente:                |                                    |              |              |              |           |           |

### Resultados por distrito
La siguiente tabla enumera el control de los distritos de la provincia de Lima. El cambio de mando de una organización política se resalta del color de ese partido.
| Distritos               | Alcalde(sa) titular           | Partido político | Partido político                | Alcalde(sa) electo(a)       | Partido político | Partido político          |
| ----------------------- | ----------------------------- | ---------------- | ------------------------------- | --------------------------- | ---------------- | ------------------------- |
| Ancón                   | Miguel Ortecho Romero         |                  | Frente Amplio Democrático       | José Mejía Tarazona         |                  | Somos Lima                |
| Ate                     | Álex Santisteban Fernández    |                  | Movimiento OBRAS                | Enrique Pajuelo Roldán      |                  | Cambio 90 - Nueva Mayoría |
| Barranco                | Carlos Gálvez Martínez        |                  | Movimiento OBRAS                | Mario Zolezzi Chocano       |                  | Somos Lima                |
| Breña                   | Juan Gonzáles Saldaña         |                  | Movimiento OBRAS                | Carlos Salazar Beraún       |                  | Somos Lima                |
| Carabayllo              | Juan Chávez Castro            |                  | Movimiento OBRAS                | Guillermo Tapia Zegarra     |                  | Cambio 90 - Nueva Mayoría |
| Chaclacayo              | Juan Avilés Seminario         |                  | Alianza Electoral Perú al 2000  | Delia Vergara Pérez         |                  | Cambio 90 - Nueva Mayoría |
| Chorrillos              | Hugo Valdivia Melgar          |                  | Movimiento por Acción           | Pablo Gutiérrez Weselby     |                  | Lista Independiente N° 11 |
| Cieneguilla             | Pedro Mendoza Espinoza        |                  | Acción Popular                  | Pedro Mendoza Espinoza      |                  | Somos Lima                |
| Comas                   | Roberto Martos Gonzáles       |                  | Alianza Electoral Perú al 2000  | Julio Saldaña Grández       |                  | Cambio 90 - Nueva Mayoría |
| El Agustino             | Jesús Cisneros Rojas          |                  | Movimiento OBRAS                | Francisco Antiporta Laymito |                  | Cambio 90 - Nueva Mayoría |
| Independencia           | Jenny Olivera Olivera         |                  | Movimiento OBRAS                | Roberto Vidal Vidal         |                  | Cambio 90 - Nueva Mayoría |
| Jesús María             | David Valenza Quiroga         |                  | Alianza Electoral Perú al 2000  | Francisca Izquierdo Negrón  |                  | Somos Lima                |
| La Molina               | Roberto Abugattás Aboid       |                  | Movimiento OBRAS                | Paul Figueroa Lequien       |                  | Somos Lima                |
| La Victoria             | Carlos Caamaño Castro         |                  | Movimiento OBRAS                | Juan Olazábal Segovia       |                  | Somos Lima                |
| Lince                   | Armando Fernández Ruiz        |                  | Movimiento OBRAS                | Eduardo Mostajo Turner      |                  | Somos Lima                |
| Los Olivos              | Jesús Martínez Aliaga         |                  | Movimiento OBRAS                | Felipe Castillo Alfaro      |                  | Cambio 90 - Nueva Mayoría |
| Lurigancho              | Luis Bueno Quino              |                  | Acción Popular                  | Luis Bueno Quino            |                  | Acción Popular            |
| Lurín                   | Ricardo Santos Ramos          |                  | Alianza Independiente Lurín     | Oswaldo Weberhofer Vildoso  |                  | Cambio 90 - Nueva Mayoría |
| Magdalena del Mar       | Óscar Baron Fernández         |                  | Acción Popular                  | Óscar Barón Fernández       |                  | Somos Lima                |
| Miraflores              | Alberto Andrade Carmona       |                  | Partido Popular Cristiano       | Fernando Andrade Carmona    |                  | Somos Lima                |
| Pachacámac              | Carlos Ardiles Sal y Rosas    |                  | Partido Popular Cristiano       | Carlos Ardiles Sal y Rosas  |                  | Cambio 90 - Nueva Mayoría |
| Pucusana                | Oswaldo Navarro Huambachano   |                  | Movimiento OBRAS                | Juan Guerrero Orbegozo      |                  | Cambio 90 - Nueva Mayoría |
| Pueblo Libre            | Marco de Souza Peixoto Dávila |                  | Movimiento OBRAS                | Blanca Beltrán Salazar      |                  | Somos Lima                |
| Puente Piedra           | Julia Blanco de Matos         |                  | Movimiento OBRAS                | Milton Jiménez Salazar      |                  | Cambio 90 - Nueva Mayoría |
| Punta Hermosa           | Gerardo Castro García         |                  | Unidad Vecinal de Punta Hermosa | Geraldo Castro García       |                  | Cambio 90 - Nueva Mayoría |
| Punta Negra             | Marcial Buitrón Huapaya       |                  | Acción Popular                  | Marcial Buitrón Huapaya     |                  | Somos Lima                |
| Rímac                   | Raúl Soto Herrera             |                  | Movimiento OBRAS                | José Navarro Lévano         |                  | Somos Lima                |
| San Bartolo             | Rafael Salazar Morey          |                  | Reconstrucción San Bartolo      | Wilder Parinango Sánchez    |                  | Somos Lima                |
| San Borja               | Luisa María Cuculiza Torre    |                  | Frente Renovador Independiente  | Luisa María Cuculiza Torre  |                  | Lista Independiente N° 7  |
| San Isidro              | Carlos Neuhaus Rizo-Patrón    |                  | Partido Popular Cristiano       | Gastón Barúa Lecaros        |                  | Somos Lima                |
| San Juan de Lurigancho  | Justo Angulo Rojas            |                  | Movimiento OBRAS                | Luis Suárez Cáceres         |                  | Cambio 90 - Nueva Mayoría |
| San Juan de Miraflores  | Luis Núñez Luque              |                  | Movimiento OBRAS                | Adolfo Ocampo Vargas        |                  | Cambio 90 - Nueva Mayoría |
| San Luis                | Víctor Alegría Gonzáles       |                  | Acción Popular                  | Óscar Suclla Flores         |                  | Cambio 90 - Nueva Mayoría |
| San Martín de Porres    | José Rubio Valqui             |                  | Movimiento OBRAS                | Javier Kanashiro Iwamoto    |                  | Cambio 90 - Nueva Mayoría |
| San Miguel              | Rómulo Ponce Calle            |                  | Movimiento OBRAS                | Marina Sequeiros Montesinos |                  | Somos Lima                |
| Santa Anita             | Ana Meléndez Rojas            |                  | Movimiento OBRAS                | Osiris Feliciano Muñoz      |                  | Cambio 90 - Nueva Mayoría |
| Santa María del Mar     | José Fernández Montagne       |                  | Unidad Vecinal de Santa María   | Ramón Fernández Montagne    |                  | Cambio 90 - Nueva Mayoría |
| Santa Rosa              | Gastón Cajina Barrera         |                  | Partido Popular Cristiano       | Ragi Burhum Khalil          |                  | Lista Independiente N° 9  |
| Santiago de Surco       | Manuel Cáceda Granthon        |                  | Movimiento Independiente Social | Carlos Dargent Chamot       |                  | Somos Lima                |
| Surquillo               | Guido Casassa Bacigalupo      |                  | Partido Popular Cristiano       | Edwin Laguerre Gallardo     |                  | Somos Lima                |
| Villa El Salvador       | Jorge Vásquez Torres          |                  | Movimiento OBRAS                | Michel Azcueta Gorostiza    |                  | Somos Lima                |
| Villa María del Triunfo | Aniceto Ibarguen Ríos         |                  | Movimiento OBRAS                | Rafael Chacón Saavedra      |                  | Cambio 90 - Nueva Mayoría |